# Col du Granon

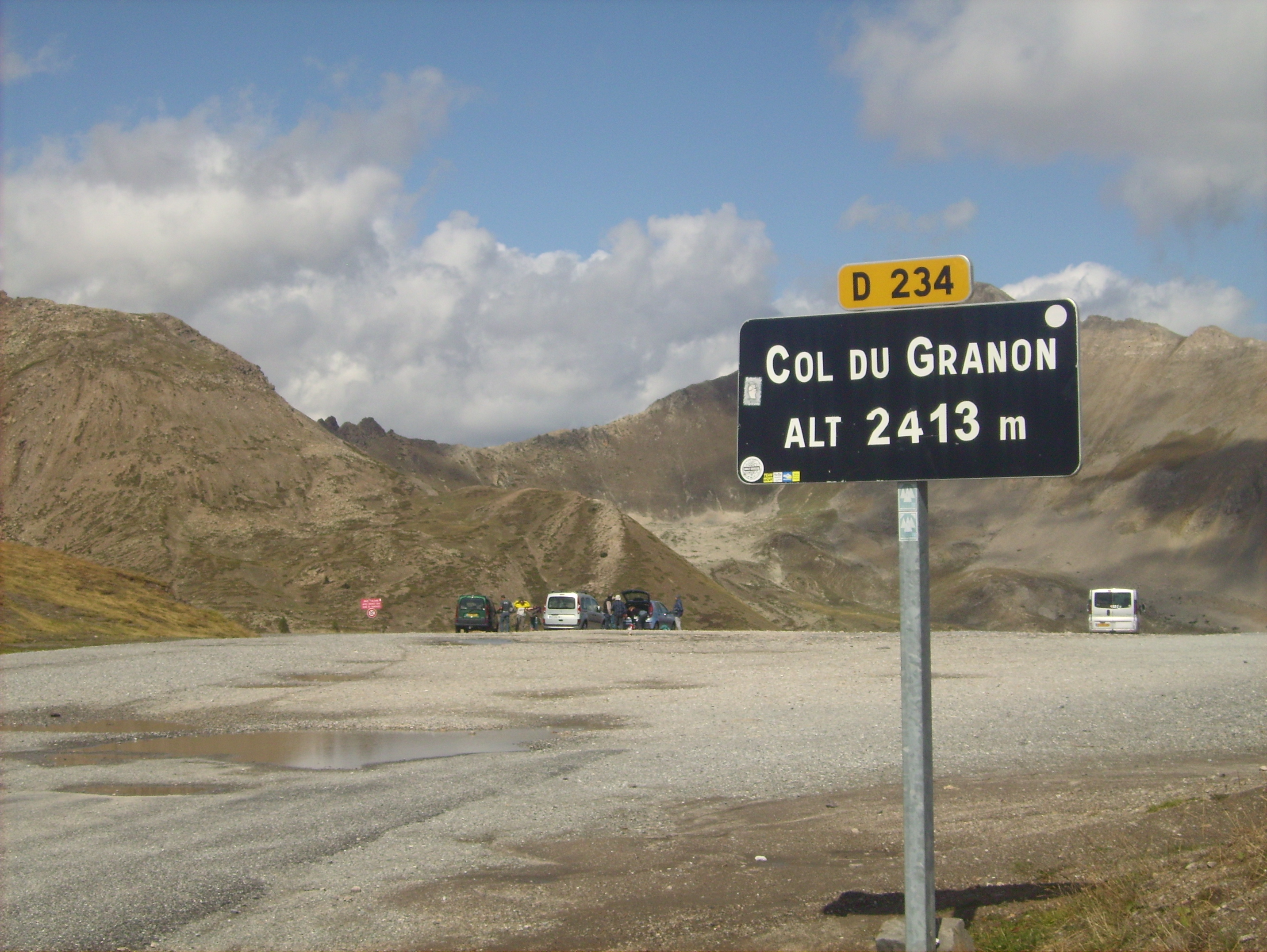

Col du Granon (em português passo do Granon) (el. 2,413 m (7,917 ft)) é uma passo em alta montanha nos Alpes, no departamento de Altos Alpes, na França. Uma estreita estrada alcatroada serpenteia abruptamente pela abordagem sul. As estradas de cascalho continuam além da passagem, em uma zona de treinamento militar. Sediou a mais alta etapa no topo da montanha de todos os tempos no Tour de France — uma única vez — em 1986, até o Tour de France de 2011, que terminou no Passo do Galibier, em 2,645 m (8,678 ft) de altitude. Eduardo Chozas, da Espanha, venceu a etapa depois de uma longa e solitária fuga.

## Descrição
Duas estradas levam à passagem em 2,645 m (8,678 ft). A estrada D234T sobe 11.5 km (7.1 mi) com um gradiente médio de 9% de Saint-Chaffrey a uma altitude de 1,364 m (4,475 ft). Do leste uma estrada de terra para o passo militar em Val-des-Prés sobe 15.3 km (9.5 mi) em quase 7% de gradiente.

## Volta a França - primeiro ciclista ao topo

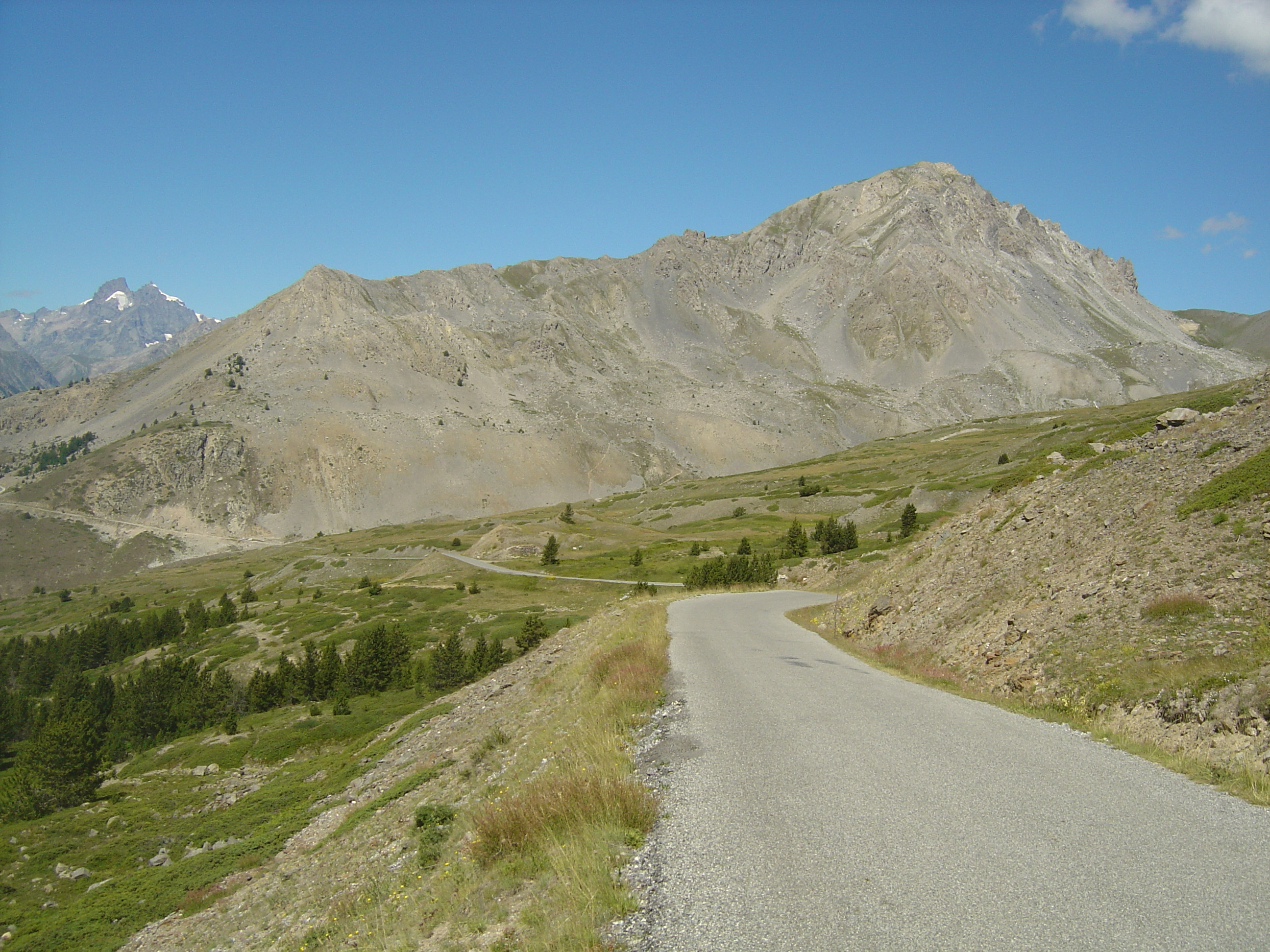
A estrada que atravessa o desfiladeiro, com a Grand Aréa ao fundo

| Ano  | Palco | Categoria | Início      | Fim             | Líder no topo          |
| ---- | ----- | --------- | ----------- | --------------- | ---------------------- |
| 2022 | 11    | H         | Albertville | Col du Granon   | Jonas Vingegaard (DEN) |
| 1986 | 17    | H         | Lacuna      | Serre Chevalier | Eduardo Chozas (ESP)   |

- Lista de passos de montanha